# Jacques Cheminade
Jacques Cheminade   (Buenos Aires, 20 d'agost de 1941), és un polític franco-argentí i antic diplomàtic. Es va presentar com a candidat a les eleccions presidencials franceses de 1995 (per Fédération pour une nouvelle solidarité, FNS), 2012 i 2017 (dos cops per Solidarité et Progrès, SP). Cheminade va quedar tres darrers entre tots els candidats. Des del 29 de febrer de 1996 és líder del partit de Solidarité et Progrès.
Cheminade va estudiar a HEC Paris i ENA. Durant la seva etapa com a agregat comercial a l'ambaixada francesa a Washington D.C (1972–1977), va conèixer Lyndon LaRouche, que influiria en les seves idees polítiques. Cheminade va ser controlat posteriorment per l'FBI dels Estats Units.